# Tomographie muonique
Muographie, télescope à muons

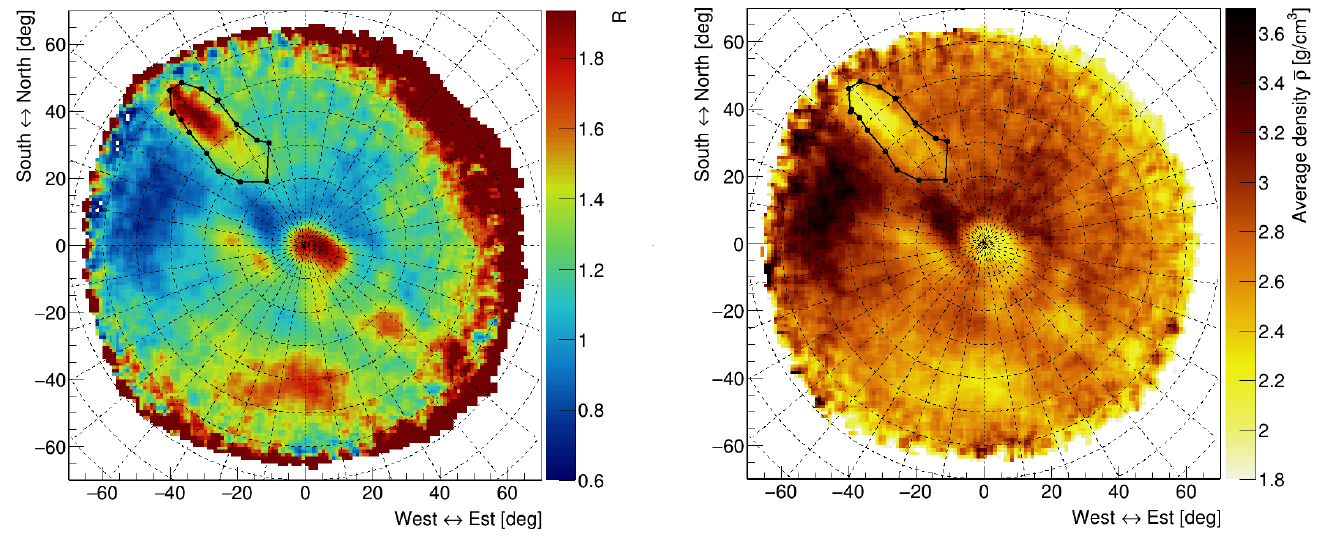
Image de la Gran Cava du parc archéologique des mines de San Silvestro. La tache centrale et celle délimitée par les pointillés sont de la même cavité, l'interruption est attribuée à la présence de roches massives masquant la cavité.

La tomographie muonique, ou muographie, est une technique d'imagerie (tomographie) utilisant les muons d'origine cosmique pour construire une image en projection d'un volume cible. Elle consiste à enregistrer un flux de muons, soit de manière électronique, soit de manière chimique sur des plaques revêtues de matières sensibles aux particules chargées. Les rayons cosmiques qui frappent l'atmosphère terrestre génèrent des muons, résultant d'une réaction nucléaire entre ces rayons et les atomes de l'atmosphère. Ces flux de muons sont très pénétrants et des millions de ces particules traversent le corps d'une personne, chaque jour.
Elle est principalement utilisée en volcanologie mais a également été appliquée en archéologie et notamment pour l'étude de la Pyramide de Khéops.
Les télescopes à muons utilisent cette technique de photographie pénétrante, notamment pour scanner des volcans ou des monuments (pyramides).

## Terminologie
Les deux termes tomographie muonique et muographie sont employés couramment dans la littérature scientifique. Le terme tomographie muonique fait références aux autres méthodes de tomographie (imagerie de l'intérieur d'un objet par reconstruction à partir de tranches successives), comme la tomographie médicale ou la tomographie sismique. Le terme muography s'est généralisé dans la littérature anglo-saxonne, et sa francisation en muographie est courante et naturelle.
Le terme muographie est la combinaison du préfixe muo- (pour muon) et du suffixe -graphie (du grec  γραφία /  graphía, « écriture »). Ici, graphie peut valoir per se (la muographie est une écriture par des muons comme la radiographie est une écriture par des rayons X), ou bien être la contraction de tomographie voire de radiographie.

## Principe
La muographie utilise les muons en détectant le nombre de ces particules qui traversent le volume cible afin de déterminer la densité et l'épaisseur de sa structure interne, inaccessible. La radiographie par rayon X fonctionne selon le même principe, mais le pouvoir pénétrant des muons étant plus fort que le rayonnement X, le volume des cibles analysables est plus important. Toutefois, les muons étant moins susceptibles d'être stoppés ou perturbés par la matière qu'ils traversent, il faut faire passer beaucoup de muons au travers de la cible pour obtenir une image. Et moins le milieu traversé est dense, plus il faudra de muons. De la sorte, l'image obtenue présentera des teintes différentes selon la densité relative du matériau traversé. Les données ainsi obtenues sont interprétées par des moyens de traitement, les muographes, qui permettent d'obtenir des représentations graphiques compréhensibles, les muogrammes.

## Technologie

### Technologies précurseuses
Vingt ans après que Carl David Anderson et Seth Neddermeyer ont découvert en 1936 que les muons étaient générés par le rayonnement cosmique, le physicien australien E.P. George fait le premier essai connu pour mesurer la densité surfacique de la roche au-dessus du tunnel Guthega-Munyang, un des éléments du réseau d'aménagement hydroélectrique des Snowy Mountains, en Nouvelle-Galles du Sud, ce au moyen des muons issus du rayonnement cosmique. Il emploie pour ce faire un compteur Geiger. Bien qu'il parvienne ainsi à ses fins, et qu'il parvienne également à confirmer ses mesures avec les résultats de carottages, en l'absence de sensibilité directionnelle du compteur Geiger, un rendu graphique était impossible.

### Premier muogramme
Le premier muogramme est une matrice, faisant état du nombre d'impacts de muons, produite en 1970 par le prix Nobel de physique américain Luis Walter Alvarez. Alvarez avait installé son dispositif dans la chambre de Belzoni, au sein de la pyramide de Kephren, décidé à y rechercher d'éventuelles chambres secrètes. Il a alors enregistré le nombre de muons ayant traversé la pyramide. Avec un dispositif de comptage de particules de son invention, il réfléchit à la manière de transcrire graphiquement le flux de muons, en fonction de leur angle d'arrivée. Le muogramme ainsi produit a été comparé avec les simulations informatiques, ce qui lui a permis de conclure que Kephren ne recelait pas de chambre secrète, après plusieurs mois d'exposition.

### Muographie sur film
Le travail de pionnier effectué par Tanaka et Niwa aboutit à la création de la muographie sur film, laquelle emploie une émulsion nucléaire (en). Les plaques à émulsion nucléaire ont été exposées en direction du volcan Asama au Japon, puis analysées ensuite au moyen d'un microscope mis au point par le duo, spécialement adapté pour détecter plus efficacement la trajectoire de particules chargées fixée par la plaque enduite. La muographie sur film leur a permis d'obtenir la première image de l'intérieur d'un volcan en activité, en 2007, mettant en évidence la structure de la cheminée magmatique.

### Télescope à muons

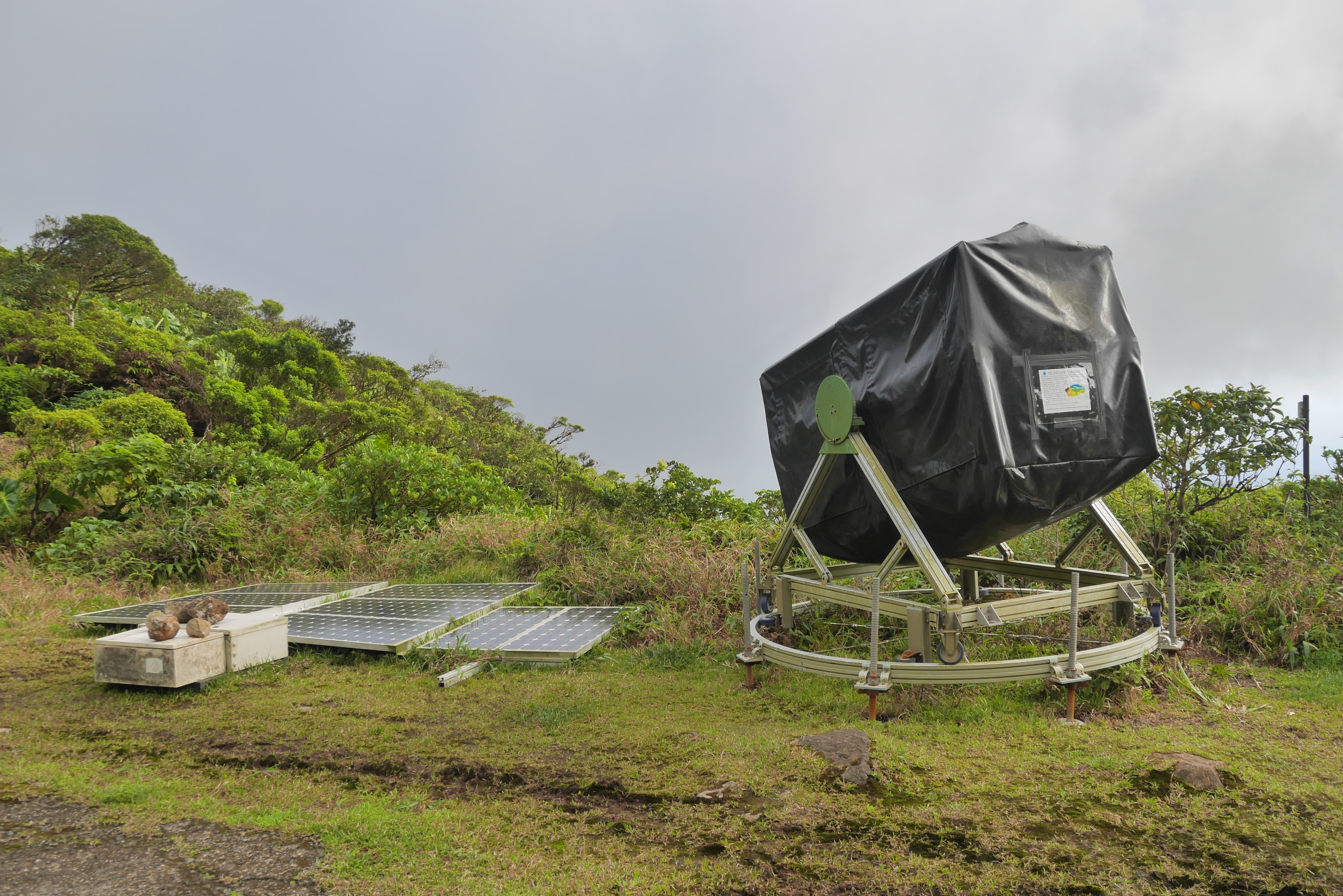
Un des 4 télescopes à muons de la Soufrière, en Guadeloupe.

Ce type de télescope utilise des particules cosmiques, les muons qui tombent en permanence sur la terre et sont capables de franchir des roches de grande épaisseur, pour radiographier les monuments en profondeur. Il détecte en temps réel les particules cosmiques qui traversent le monument afin de visualiser sa structure interne à la manière d'une radiographie.
Le télescope à muons du CEA, issu de la recherche fondamentale de l’Institut de recherche sur les lois fondamentales de l'univers, fonctionne à partir de détecteurs gazeux micromegas contenant de l’argon.

## Usages

### Archéologie
En archéologie, le télescope à muons est particulièrement utilisé dans l'archéologie spécialisée sur l'Égypte antique. Ceci permet de faire des découvertes sans abîmer le monument.
Le projet Scanpyramids a recours aux télescopes à muons.

### Géologie
En géologie, le télescope à muons est utilisé pour identifier les fragilités des volcans. Le grand intérêt de la tomographie muonique est qu’elle renseigne précisément sur la densité des matériaux rencontrés à l’intérieur du volcan et permet aux chercheurs d’en déterminer la nature (roche, liquide, gaz), de repérer les cavités présentes mais aussi les zones moins denses du volcan, où les fragilités sont les plus probables. Cette technique a notamment été utilisée pour ausculter la Soufrière de Guadeloupe et le puy de Dôme,.